# Anomis polymorpha
Anomis polymorpha là một loài bướm đêm trong họ Erebidae.